# バローン・マーテル
バローン・マーテル(英: Martel Barone、1995年1月10日 - )はアメリカ出身のプロバスケットボール選手。
ポジションはパワーフォワード。B2リーグ・ベルテックス静岡所属。
帰化選手。

## 来歴
上武大学でプレー。2017年に東京サンレーヴスに加入。2019年からは地域リーグに所属している黒田電気Bullet Spiritsでプレー。2023年に愛媛オレンジバイキングスへ加入。14試合の先発を含む59試合に出場し、1試合平均3.4得点3.3リバウンドを記録した。2024年からB2リーグに所属しているベルテックス静岡に移籍。

### 3人制バスケットボール
2021年にMINAKAMI TOWN.EXEに加入。2023年に退団した。

## 所属歴
上武大学→東京サンレーヴス(2017年-2018年)→黒田電気Bullet Spirits(2019年-2023年)→愛媛オレンジバイキングス(2023年-2024年)→ベルテックス静岡(2024年-)

### 3×3バスケ
MINAKAMI TOWN.EXE(2021年-2023年)